# Albert von Trossel
Karl Wilhelm Albert von Trossel (* 17. Mai 1817 in Gartz; † 12. September 1875 in Münster) war ein preußischer Generalleutnant.

## Leben

### Familie
Albert war ein Sohn des preußischen Generalmajors Ferdinand Ludwig du Trossel (1781–1867) und dessen Ehefrau Karoline, geborene von Diringshofen (1787–1852).

### Militärkarriere
Trossel besuchte die Kadettenhäuser in Potsdam und Berlin und wurde anschließend am 14. August 1834 als Sekondeleutnant dem 16. Infanterie-Regiment der Preußischen Armee in Düsseldorf überwiesen. 1838/39 war er Adjutant des Füsilier-Bataillons in Köln. Nach Kommandierungen zur Gewehrfabrik in Saarn und zum Lehr-Infanterie-Bataillon fungierte Trossel 1843/51 als Regimentsadjutant. Während dieser Zeit stieg er zum Premierleutnant auf, kam dann als Kompanieführer zum 7. kombinierten Reserve-Bataillon und wurde im Juni 1852 Hauptmann. Von Oktober 1852 bis Juni 1858 war Trossel Kompaniechef in seinem Stammregiment und wurde anschließend unter Beförderung zum Major als Kommandeur des III. Bataillons im 1. Landwehr-Regiment nach Tilsit versetzt. Am 1. Juli 1860 folgte seine Kommandierung als Bataillonsführer in das 1. kombinierte Infanterie-Regiment, aus dem kurz darauf das 5. Ostpreußische Infanterie-Regiment Nr. 41 hervorging. Als Kommandeur des Füsilier-Bataillons avancierte Trossel Mitte Oktober 1861 zum Oberstleutnant und wurde am 10. Februar 1863 unter Stellung à la suite seines Regiments als Kommandeur zum fürstlich waldeckschen Füsilier-Bataillon kommandiert. Daran schloss sich am 9. Mai 1865 seine Ernennung zum Kommandeur des 5. Rheinischen Infanterie-Regiments Nr. 65 in Köln an. In dieser Stellung Mitte Juni 1865 zum Oberst befördert, führte Trossel sein Regiment ein Jahr später im Krieg gegen Österreich in den Schlachten bei Münchengrätz sowie Königgrätz und wurde mit dem Roten Adlerorden III. Klasse mit Schwertern ausgezeichnet.
Trossel gab sein Regiment am 17. Juni 1869 an seinen Nachfolger Oberst Oskar von Bock ab und wurde anschließend unter Beförderung zum Generalmajor zu den Offizieren von der Armee versetzt. Am 24. Mai 1870 übernahm er die 7. Infanterie-Brigade in Bromberg. Diesen Großverband führte Trossel 1870/71 während des Krieges gegen Frankreich in der Schlacht bei Gravelotte, den Belagerungen von Metz und Paris sowie in den Gefechten bei Mont Mesly, Champigny, Frasne und Pontarlier. Für sein Verhalten wurden ihm beide Klassen des Eisernen Kreuzes, der Orden Pour le Mérite sowie das Komturkreuz des Württembergischen Militärverdienstordens verliehen.
Nach dem Friedensschluss verblieb Trossel bis 1873 mit seinen Truppen bei der Okkupationsarmee in Frankreich, trat aber Ende Oktober 1871 einen zweimonatigen Urlaub zur Wiederherstellung seiner Gesundheit an. Nachdem er am 23. Mai 1873 mit der Führung der 13. Division beauftragt worden war, wurde er Anfang September Generalleutnant und als solcher am 25. November 1873 zum Divisionskommandeur ernannt. Anlässlich des Ordensfestes verlieh Kaiser Wilhelm I. ihm im Januar 1875 den Stern zum Roten Adlerorden II. Klasse mit Eichenlaub und Schwertern am Ringe. Trossel verstarb am 12. September 1875 in Ausübung seines Dienstes in der Garnison in Münster.

### Familie
Trossel hatte sich am 19. November 1856 in Köln mit Luise von Vietinghoff (1833–1865), der Tochter des preußischen Generalleutnants Alexander von Vietinghoff genannt von Scheel (1800–1880) verheiratet. Aus der Ehe gingen folgende Kinder hervor:
- Ferdinand (1857–1925), preußischer General der Infanterie ⚭ 27. Juli 1894 Theodore Freiin Senfft von Pilsach (* 1874)[2]
- Paula Charlotte Antonie (* 1859)
- Lulu Minette Ottilie (* 1861)